# Tell Aran
Tell Aran (en árabe: تل عرن; también deletreado, Tell Arn; antigua Arne) es una ciudad de mayoría kurda del norte de Siria, administrativamente parte del distrito de al-Safira de la gobernación de Alepo, situada al sureste de Alepo, cerca de Sabkhat al-Jabbul. Las localidades cercanas son Tell Hasil, al-Nayrab y Tell Shughayb al noroeste y al-Safira al sureste. Según la Oficina Central de Estadísticas de Siria, Tell Aran tenía una población de 17.767 habitantes en el censo de 2004. La ciudad es famosa por sus uvas, viñedos y jardines. El número de residentes de Talaar ha superado los 60.000, especialmente tras el gran número de personas desplazadas desde la ciudad de Alepo hacia ella debido a la sangrienta guerra en Siria. Los asuntos de la ciudad de Talaran se gestionan a través de su ayuntamiento, que es elegido por los miembros del Partido Baath. Muhammad Shadi Murad dirige actualmente el municipio de Talaran, sucediendo al Sr. Haitham Hamam.

Tell Aran está localizada en Syria

## Historia
El montículo arqueológico es el más grande de la región de Alepo y mide unos 30 metros de altura y 150 metros de ancho. Se cree que es el emplazamiento del antiguo asentamiento de la Edad de Hierro de Arne. Arne fue habitada por primera vez por los arameos y fue la primera capital real del reino arameo de Bit Agusi. El reino de Bit Agusi se extendía desde la zona de Azaz en el norte hasta Hamath en el sur, y fue establecido por Gus de Yahan en el siglo IX a. C.
En los registros asirios, la ciudad aparece como sede de Arame, hijo del fundador del reino. Fue saqueada por el rey asirio Salmanasar III en el año 849 a. C. durante una de sus campañas en el oeste, como atestigua una banda de bronce encontrada en Balawat. Tras el saqueo de la ciudad, Arpad (la actual Tell Rifaat) se convirtió en la capital del reino de Bit Agusi. En el emplazamiento moderno aún se conservan los restos de enormes muros de adobe de 20 metros (66 pies) de ancho. En las excavaciones realizadas en el yacimiento se encontró cerámica correspondiente a la ocupación humana de la Edad de Hierro II, pero no a la de la Edad de Hierro I. Tell Aran es también posiblemente el lugar de una importante batalla entre el rey egipcio Tutmosis III y un ejército mitaniano que terminó con una aplastante derrota del rey de Mitanni.